# Ernst Adolf Herrmann
Ernst Adolf Herrmann (Dorpat, 1812. március 25. – Marburg, 1884. szeptember 23.) balti német történész.

## Élete
1839-ben Drezdában telepedett le, ahol Philipp Carl Strahl: Geschichte des russischen Staates című, abban az évben kiadott művének folytatását elvállalta, mely a Heeren-Uker-féle gyűjteményben jelent meg (3–6. kötet, Gotha 1846–1860). 1848-ban rendkívüli tanára lett a jenai egyetemnek. 1849-től 1851-ig a Weimarische Staatszeitungot szerkesztette, 1857-ben pedig rendes tanárnak hívták meg a marburgi egyetemre. Die österreichisch-preussische Allianz vom 7. Febr. 1792 und die zweite Teilung Polens (Gotha, 1861) című műve, amelyben Poroszország politikáját pellengérre állította, irodalmi harcba keverte Heinrich von Sybellel, melyet Herrmann még a Forschungen zur deutschen Geschichte és a Diplomatische Korrespondenzen aus der Revolutions-zeit (1866) című műveiben is folytatott. 1843-ban kiadta a Beiträge zur Geschichte des russischen Reichs (Lipcse) c. művét, amely többek között Münnich naplóját is tartalmazza. 1872-ben kiadta Vockerodt és Pleyernek Denkschrift über Russland unter Peter d. Gr. című munkáját; 1880-ban megírta a Peter der Grosse und der Zarewics Alexei című művét, a Szentpétervárott megjelenő Szbornyikban pedig Diplomatische Beiträge zur russischen Geschischte című értekezéseit tette közzé (1868–74).